# Asplundia tetragonopus
Asplundia tetragonopus är en enhjärtbladig växtart som först beskrevs av Carl Friedrich Philipp von Martius och Carl Georg Oscar Drude, och fick sitt nu gällande namn av Gunnar Wilhelm Harling. Asplundia tetragonopus ingår i släktet Asplundia och familjen Cyclanthaceae. Inga underarter finns listade.